# MALICE MIZER
MALICE MIZER是一組日本視覺系樂團，也稱為惡意與悲劇（悪意と悲劇），1992年8月成立、2001年12月31日停止任何活動。MALICE MIZER早期的音樂主題受到法國和古典音樂巨大影響，後來遠離法國浪漫主義，逐漸結合哥德音樂風格。MALICE MIZER的現場演出同樣著名，擁有豪華古代服裝和舞台佈景、無聲的戲劇、異想天開的舞蹈動作。

## 成員
- Klaha（クラハ）
- Mana（マナ）
- Közi（コウジ）
- Yu～ki（ユウキ）
- Kami（カミ）
- TETSU（テツ）
- Gackt（ガクト）
- GAZ（ガズ）
- 愁（シュウ）

## 經歷
- 1992年8月：前身樂團「摩天楼」分裂成「MALICE MIZER」、「Knueklid Romance」、「翡翠」，Mana、Közi、KAIE等人成立MALICE MIZER。

- 1993年3月：GAZ退團後，神村右狂（後來改名為Kami）加入，6月20日正式開始活動。
  - 同年發行『BRAIN TRASH』『SPEED OF DESPERATE』『SANS LOGIQUE』『SADNESS』。
- 1994年7月24日：專輯『memoire』發行。12月27日TETSU (Vo) 退團、暫時停止活動。
- 1995年10月10日：Gackt.C加入。
- 1999年1月1日：Gackt退團單飛。
- 1999年6月21日：Kami因蛛網膜下腔出血猝逝。
- 2000年7月26日：Klaha参加演出。7月、Klaha正式加入。
- 2001年12月31日：MALICE MIZER停止活動。
- 2010年7月17日：Moi dix Mois與Közi再次演出。
- 2018年9月8日、9日：於豊洲PIT舉行二十五周年紀念演出「Deep Sanctuary VI」。主唱嘉賓為：Shuji（cali≠gari、GOATBED）、KAMIJO（Versailles）、Hitomi（ワミユリ）；鼓手嘉賓為Sakura（ZIGZO、gibky gibky gibky、Rayflower；Kami的老師）。

## 專輯
|       | 發行日         | 專輯名稱                                       | 備考                 |       |
| 第1期 | 第1期          | 第1期                                          | 第1期                | 第1期 |
| ----- | -------------- | ---------------------------------------------- | -------------------- | ----- |
| 1st   | 1994年7月24日  | mémoire                                        | 初回版3000枚限定     |       |
| 1st   | 1994年12月24日 | mémoire DX                                     |                      |       |
| 第2期 |                |                                                |                      |       |
| 1st   | 1996年6月9日   | Voyage ~sans retour~                           | 初回5000枚予約限定   |       |
| 2nd   | 1998年3月18日  | merveilles                                     | 初回專輯為A5大小     |       |
| 2nd   | 2000年8月23日  | 薔薇の聖堂                                     | 初回專輯為A5大小     |       |
| 1st   | 2005年10月5日  | La Collection "merveilles" -L'édition Limitée- | CD+DVD+DVD+DVD豪華版 |       |
| 第3期 |                |                                                |                      |       |
| 1st   | 2006年7月19日  | La Collection des Singles                      | CD+DVD               |       |

## 外部連結
- MALICE MIZER （页面存档备份，存于） - 官方網站
- Közi official site （页面存档备份，存于） - Közi官方網站
- Moi dix Mois New Site 2011 （页面存档备份，存于） - Moi dix Mois官方網站
- Monologue†Garden  独白の庭 （页面存档备份，存于） - Mana官方網站